# 查利·霍格
查尔斯·门罗·“查利”·霍格（英語：Charles Monroe "Charlie" Hoag，1931年7月19日—2012年3月8日），美国男子篮球运动员，曾代表美国参加1952年夏季奥林匹克运动会男子篮球比赛，最终获得金牌。